# ديانا بوين
ديانا بوين (بالإنجليزية: Deanna Bowen)‏ هي فنانة تشكيلية كندية وأمريكية، ولدت في 5 نوفمبر 1969 في أوكلاند في الولايات المتحدة.

## وصلات خارجية
- الموقع الرسمي